# 李兆会
李兆会（1981年3月8日—），汉族，中华人民共和国企业家、第十一届全国政协委员。
担任全国工商联常委、山西省工商联副主席、山西海鑫钢铁集团有限公司前董事长。2008年，当选第十一届全国政协委员，代表经济界，分入第三十四组。

## 生平
2003年1月，父親李海倉遇刺身亡，使得當時22歲的李兆會不得不肄業，在悲痛中執掌了家族企業，在李兆會的領導下，海鑫钢铁集团發展成以鋼鐵為主業，集焦化、發電、水泥、房地產、金融、保險等行業為一體的企業集團，集團總資產估計達百億人民幣，但李兆會熱衷資本市場的運作，2007年7月1日至9月30日，海鑫實業分別買進中國鋁業、益民商業、華電國際、民生銀行、興業銀行等多檔股票，還曾經是民生銀行第十大股東。
2008年以人民幣125億元身家，成為山西最年輕首富，2010年1月迎娶大陸女星車曉，席開500桌，禮車200多輛，鋼廠一萬多名職工都被邀請參加婚禮，但一年多後就離婚。
然而操作資本市場股票的風險是大上大落的，由於資金用在資本市場，以致集團鋼鐵業務的資金鏈緊張，遇上本業不景氣終於連鎖崩潰，更令多家銀行上門討債，有媒體估計海鑫钢铁集团的債務規模以百億人民幣計。
海鑫鋼鐵於2014年3月全面停產，次年進行破產重組被建龍集團收購，之後三年多李兆会消失於公眾視野。
直到2017年底上海市高級人民法院網發佈消息顯示，其為妹妹李兆霞公司擔保的2.16億元由於其妹破產，債權人改向李兆会起訴但他也已破產，法院公布「其名下無資產可執行」將其限制出境。但據天眼查資料顯示，李氏家族以北京和嘉投資、惠宇投資控股、參股多個公司 
2021年9月15日，因李兆会未在限期时间内向美锦能源集团偿款且下落不明，上海市第一中级人民法院发布悬赏公告。

## 學歷
- 武汉科技大学中南分校企业管理专业（该校更名为武昌理工学院）
- 澳大利亚墨尔本蒙纳士大学现代营销